# Kleindeutsche Lösung
Soluția mic-germană (în germană kleindeutsche Lösung) a chestiunii germane era una dintre cele două soluții discutate în timpul și după Revoluția de la 1848. Cealaltă era soluția Germaniei Mari. Ambele „soluții” priveau posibila constituire a unui stat german unitar „mic” (fără Arhiducatul Austriei) sau „mare” (care să cuprindă și Austria). După ce soluția „mic-germană” s-a realizat în 1867–1871, termenul și-a pierdut din însemnătate: din acel moment, în esență s-a echivalat termenul Germania cu soluția Germaniei Mici. S-a folosit mai departe celălalt termen, Germania Mare, pentru o includere a Austriei.